# Vitellino (Castiglione del Lago)
Vitellino è una località nel comune di Castiglione del Lago, in provincia di Perugia, Umbria.
Sorge a 302 m sul livello del mare ed è geograficamente posto a 3,48 km dal suo comune lungo la strada provinciale SP300 in direzione delle frazioni di Gioiella e Casamaggiore.

## Storia
Le principali caratteristiche storiche di Vitellino erano l'agricoltura e la pesca. Infatti la zona circostante la frazione era principalmente ricoperta da zone boschive lambite dal torrente Pescia, ai tempi molto pescoso. A questo si lega anche il grande attaccamento alla sacralità, infatti dal recente ritrovamento dell'affresco nella chiesa di Vitellino, vediamo raffigurati i Santi Andrea e Giuseppe a rappresentare la pescosità del torrente Pescia e l'esistenza delle macchie da disboscare per creare terreni fertili da coltivare.

## L'affresco

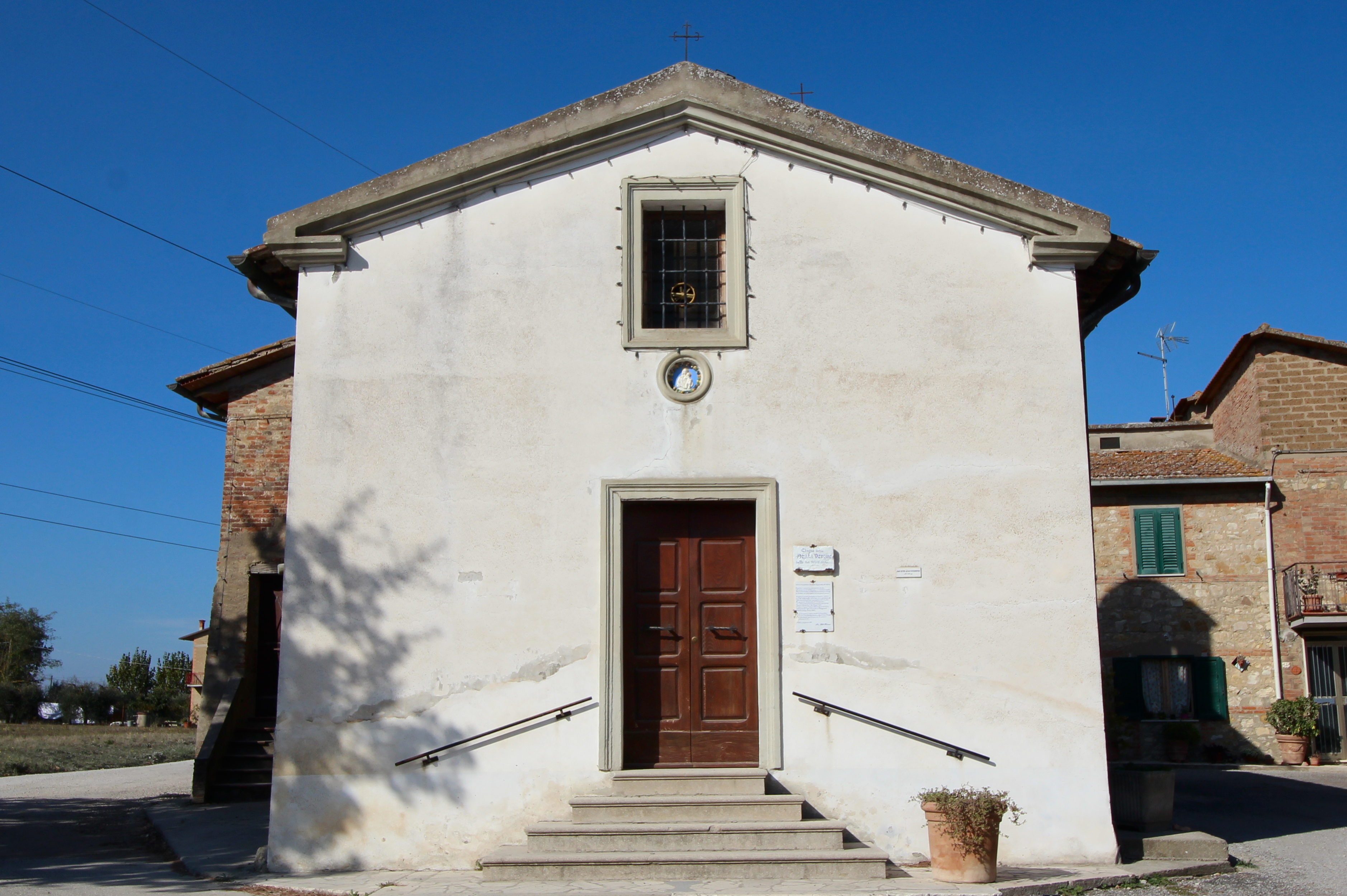
La chiesa della Madonna del Vitellino

Nel febbraio del 1998, dal lavoro del dott. Guido Lana, nella cappella della Chiesa di Vitellino è stato riportato alla luce un affresco del XV secolo grazie al quale si è potuta scoprire sia la storia, sia il motivo del toponimo "Vitellino".
L'affresco "Beata Vergine del Vitellino" era situato in un'edicola costruita dai cittadini prima del XV secolo; sopra il dipinto c'è un'iscrizione dedicata al suo ideatore: " Giuseppe di Niccolò Vitellano fece fare".
Da questo conosciamo l'origine del nome Vitellino, una storpiatura del nome "Vitellano".
L'affresco fu poi segato e spostato nella nuova Chiesa, dove è stato ritrovato nonostante i vari restauri effettuati nel corso degli anni lo avessero completamente ricoperto.

## Festa locale
Fin dai tempi di Ascanio della Corgna e del suo Ducato, a Vitellino, grazie alla devozione per la Madonna, insieme al Bambino e i due Santi rappresentati nell'affresco, l'8 settembre si festeggiava la "Festa della Madonna del Vitellino", alla quale la popolazione si riuniva in una serata dove il Sacro si fondeva al profano con balli, giochi, canti e preghiere, con grande attaccamento alla tradizione, viene tutt'oggi rispettata; dov'è presente un piatto tipico ed inimitabile "Vitellinese": la Ciacciola.